# Texas Is the Reason
Texas Is the Reason là một ban nhạc emo/post-hardcore người Mỹ được thành lập bởi tay guitar Norman Brannon (cựu thành viên Shelter) và tay trống Chris Daly (cựu thành viên 108) năm 1994. Ban nhạc tan rã năm 1997, với những lần tái hợp ngắn năm 2006 và 2012-2013. Họ được xem một ban nhạc điển hình của phong trào emo thập nhiên '90 và là nguồn ảnh hưởng lớn trong giới emo hiện tại.

## Đĩa nhạc

### Album
- Do You Know Who You Are? (1996, Revelation)
- Your Choice Live Series 037 – live album, với Samiam. (1999, Your Choice)

### EP
- Texas Is the Reason (1995, Revelation)
- Split 7" với Samuel (1995, Simba Recordings và Art Monk Construction)
- Split 7" với The Promise Ring (1996, Jade Tree)